# Винников, Михаил Семёнович
Михаил Семёнович Винников (1925—1998) — советский передовик производства в строительной промышленности, бригадир комплексной бригады каменщиков УНР-3 строительного треста № 20 Главленинградстроя. Заслуженный строитель РСФСР. Герой Социалистического Труда (1971).

## Биография
Родился 25 сентября 1925 года в селе Мишковка ныне Стародубского района Брянской области в крестьянской семье.
В 1941 году окончил Школу фабрично-заводского ученичества. С января 1943 года призван в ряды Красной Армии. Активный участник Великой Отечественной войны, был ранен в бою. С 1944 года — гвардии красноармеец, разведчик-наблюдатель 9-й батареи 198-го гвардейского артиллерийского полка 93-й гвардейской стрелковой дивизии, воевал на 2-м Украинском фронте. 29 октября 1944 года за проявленную отвагу был награждён Орденом Славы 3-й степени.
С 1945 года после демобилизации из Советской армии приехал в город Ленинград где на различных стройках города и области возглавлял комплексную бригаду каменщиков управления начальника работ № 3 треста № 20 «Главленинградстроя». Бригада М. С. Винникова впервые в городе возвела пятиэтажный кирпичный дом в невиданные в то время сроки — за 35 дней. Бригада под его руководством стала образцовой в городе и области.
18 ноября 1965 года Указом Президиума Верховного Совета СССР «за отличие в труде» был награждён Орденом Трудового Красного Знамени.
25 марта 1971 года «за выдающиеся производственные успехи в выполнении заданий пятилетнего плана» неопубликованным Указом Президиума Верховного Совета СССР Михаил Семёнович Винников был удостоен звания Героя Социалистического Труда с вручением Ордена Ленина и золотой медали «Серп и Молот».
С 1984 года — на пенсии. Жил в городе Ленинграде (с 1991 года – Санкт-Петербурге). Умер 17 октября 1998 года.

## Награды
- Медаль «Серп и Молот» (25.03.1971)
- Орден Ленина (25.03.1971)
- Орден Отечественной войны I степени (8.04.1985)
- Орден Трудового Красного Знамени (18.11.1965)
- Орден Славы III степени (29.10.1944)

### Звания
- Заслуженный строитель РСФСР